# 米卡·什皮利亚克
米卡·什皮利亚克（1916年11月28日—2007年5月18日），克罗地亚族，是南斯拉夫的党和国家领导人，南斯拉夫共产主义者联盟中央执行委员会委员，斯洛文尼亚社会主义共和国总理，南斯拉夫社会主义联邦共和国联邦执行委员会主席、联邦主席团主席，是克共“强硬派”的代表人物。

## 生平
1916年，出生于克罗地亚锡萨克的奥德拉的铁路工人家庭。
1935年，入团。
1936年，参与组织锡萨克皮革工人罢工。
1938年，入党。
1939年，任南斯拉夫共产党锡萨克地区委员会委员。
1940年，参加南斯拉夫共青团第六次全国代表会议，任共青团中央委员、共青团克罗地亚省委委员。
1941年，组织锡萨克地区反法西斯游击队。
1942年，任游击队第六营政治委员。10月，先后任南共韦利卡克拉戈里察市委书记、波库普尔耶地区共青团委书记、萨格勒布州共青团委组织书记。
1944年，任共青团克罗地亚省委书记。10月，任南共波库普尔耶区委书记。
1945年，任南共萨格勒布市委书记，分管城市接管和政权组织建设工作。 
1946年，为克共中央委员。
1949年，任萨格勒布市人民委员会主席。
1951年，先后任克共中央执行委员会委员。
1952年，为克罗地亚执行委员会委员。11月，南共六大，为南共联盟中央委员。
1958年，任南斯拉夫工会联合会中央理事会副主席。
1963年，为南斯拉夫联邦会议执行委员会书记处书记、克罗地亚执行委员会主席。
1964年，南共八大，为南共中央执行委员会委员。
1966年，任南共中央主席团委员。
1967年，任南斯拉夫联邦执行委员会主席。
1968年，访问梵蒂冈，拜会了教宗保祿六世。
1969年，任南斯拉夫联邦议会民族院主席。
1974年，南共十大，为中央主席团委员。5月，任南斯拉夫工会联合会中央理事会主席。
1982年，为克共中央主席团委员。
1983年，任南斯拉夫联邦主席团副主席、南斯拉夫联邦维护宪法委员会主席。5月，任南斯拉夫联邦主席团主席兼联邦国防委员会主席。
1984年，任克共中央主席团主席、南共中央主席团委员。
2007年，病逝于萨格勒布。